# 카라키오클로리스과
카라키오클로리스과(Characiochloridaceae)는 녹조강 클라미도모나스목에 속하는 녹조류과의 하나이다. 4속 23종으로 이루어져 있다.

## 하위 속
- 카라키오클로리스속 (Characiochloris) - 14종
- 클라미도포디움속 (Chlamydopodium) - 7종
- 메타폴리토마속 (Metapolytoma) - 유일종 M. bacteriferum
- 피소키티움속 (Physocytium) - 유일종 P. confervicola